# Palazzo Adorno
Il palazzo Adorno, anche detto palazzo Cattaneo Adorno, è un edificio storico italiano, sito in via al Ponte Reale 1, nel centro storico di Genova. È uno dei Palazzi dei Rolli che furono designati, al tempo della Repubblica di Genova, a ospitare gli ospiti di alto rango durante le visite di stato per conto del governo genovese.
Dal 2003 l'edificio è sottoposto a vincolo di tutela da parte della soprintendenza.

## Storia e descrizione
Frutto di un intervento edilizio cinquecentesco su due precedenti case a schiera monofamiliari dei De Nigro e dei Lomellini, il palazzo venne presto ridotto per la demolizione della parte archivoltata su via Ponte Reale, durante la realizzazione della strada nel 1594.
Il palazzo fu inserito nei rolli a partire dal 1614 a nome della famiglia Adorno.
Un'operazione di restauro dell'architetto Edoardo Mazzino mise in luce, sulla facciata verso piazza Caricamento, una serie di elementi architettonici medievali. Nel XIX secolo, divenuto Hotel de France, sempre sotto la proprietà della famiglia Adorno, si inserì nel gruppo di importanti alberghi cittadini affacciati sulla Ripa.
Di proprietà del marchese Cattaneo Adorno, è destinato soprattutto a uso uffici.

## Galleria d'immagini

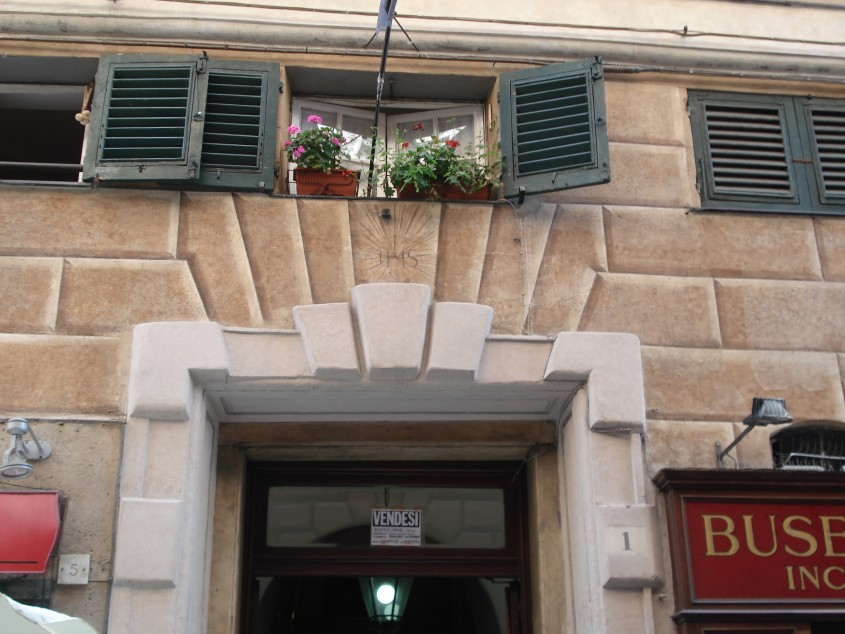
Il portale d'ingresso ornato